# Värden
Värden kan definieras som principer och övertygelser som utgör en allmän vägledning för våra handlingar, varaktiga föreställningar om vad som är värdefullt och ideal som man eftersträvar, kriterier med vilka vi värderar och bedömer specifika föreställningar och handlingar som goda och önskvärda. Värden refererar till sådant som vi tycker är gott, rätt eller eftersträvansvärt. Värden utgör kriterier för hur vi uppfattar människor, föremål, idéer, handlingar och situationer som goda, värdefulla, önskvärda, eller dåliga/onda, värdelösa och avskyvärda.